# Барримор, Морис
Морис Ба́рримор (настоящие имя и фамилия Герберт Блайт (Herbert Blythe); 21 сентября 1849, Амритсар, Индия — 25 марта 1905, Амитивилл, штат Нью-Йорк) — британский актёр.
Барримор считается основателем актёрской династии Барримор, отец Джона, Лайонеля и Этель, и прадед актрисы Дрю. Он был актёром на Бродвее.
Барримор учился в Оксфорде и Харроу и впервые дебютировал в Лондоне в 1872 году в спектакле «The London Assurance». Его дебют в Соединённых Штатах состоялся в 1875 году в Бостоне в спектакле «Under the Gaslight».
Он был женат с 1876 года на Джорджиане Дрю, дочери актёра Джона и Луизы Лейн Дрю.